# Amelora arotraea
Amelora arotraea är en fjärilsart som beskrevs av Edward Meyrick 1892. Amelora arotraea ingår i släktet Amelora och familjen mätare. Inga underarter finns listade i Catalogue of Life.

## Bildgalleri

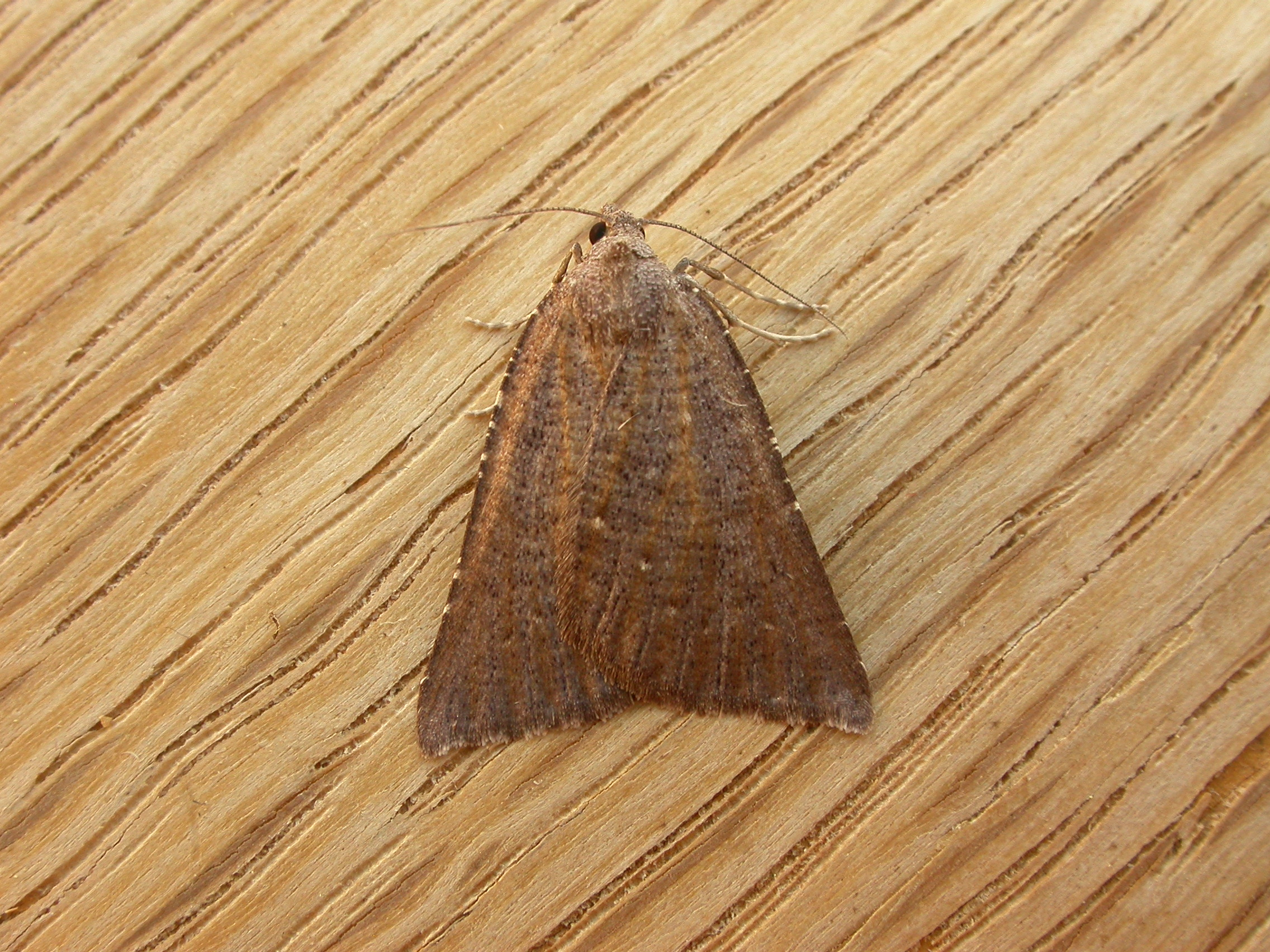